# Aloe peglerae
Espèce
Statut de conservation UICN

 EN A2d+3d+4d; B1ab(ii,v)+2ab(ii,v) : En danger
Statut CITES
Aloe peglerae est une espèce de plantes du genre Aloe endémique du nord-est de l'Afrique du Sud. Elle est nommée en l'honneur de la collectionneuse botanique Alice Pegler.

## Description et répartition
Les spécimens de l'espèce Aloe peglerae poussent souvent en groupe. Cette plante dépourvue de tige mesure environ 300 à 400 mm de diamètre. La floraison a lieu en hiver (principalement en juillet et en août de l'hémisphère sud) et ne développe qu'une seule fleur dans la majorité des cas. Les feuilles sont recourbées vers le haut et sont de couleur gris-vert. Les épines des jeunes feuilles sont blanchâtres, elles deviennent rougeâtres par la suite.
Cette espèce n'est présente que dans le Gauteng et dans la province du Nord-Ouest en Afrique du Sud. On la rencontre sur un territoire estimé à moins de 4 000 km2. Elle est mise en danger par un trop grand nombre de récoltes par des collectionneurs et par différentes activités humaines comme la construction de pipelines, de chemins de randonnée ou même l'urbanisation sur les crêtes du Magaliesberg et du Witwatersrand. Il est aujourd'hui illégal de cueillir un spécimen d'Aloe peglerae dans la nature ; la population restante est estimée à environ 60 000 individus.